# Kim Vanreusel
Kim Vanreusel (Anversa, 4 gennaio 1998) è una sciatrice alpina belga.

## Biografia
Originaria di Brasschaat e attiva in gare FIS dal dicembre del 2014, la Vanreusel ha esordito in Coppa Europa il 19 gennaio 2017 a Melchsee-Frutt in slalom speciale (38ª), ai Campionati mondiali a Sankt Moritz 2017, dove si è classificata 54ª nello slalom gigante, 42ª nello slalom speciale e 9ª nella gara a squadre, e in Coppa del Mondo l'11 novembre 2017 a Levi in slalom speciale, senza completare la prova
Ha debuttato ai Giochi olimpici invernali a Pyeongchang 2018, classificandosi 30ª nella discesa libera, 40ª nel supergigante, 39ª nello slalom gigante, 40ª nello slalom speciale e non completando la combinata; l'anno dopo ai Mondiali di Åre 2019 è stata 47ª nello slalom gigante e 32ª nello slalom speciale, mentre a quelli di Cortina d'Ampezzo 2021 si è classificata 29ª nello slalom speciale, 15ª nella gara a squadre, non ha completato lo slalom gigante e non si è qualificata per la finale nello slalom parallelo, a quelli di Courchevel/Méribel 2023 si è piazzata 33ª nello slalom gigante, 12ª nella gara a squadre, non ha completato lo slalom speciale e non si è qualificata per la finale nel parallelo e a quelli di Saalbach-Hinterglemm 2025 è stata 25ª nello slalom gigante e non ha completato lo slalom speciale.

## Palmarès

### Mondiali juniores
- 1 medaglia:
  - 1 bronzo (gara a squadre a Åre 2017)

### Coppa Europa
- Miglior piazzamento in classifica generale: 78ª nel 2021

### South American Cup
- Miglior piazzamento in classifica generale: 13ª nel 2024
- 3 podi:
  - 2 vittorie
  - 1 secondo posto

#### South American Cup - vittorie
| Data           | Località       | Paese     | Specialità |
| -------------- | -------------- | --------- | ---------- |
| 10 agosto 2017 | Cerro Catedral | Argentina | SL         |
| 25 agosto 2023 | Cerro Catedral | Argentina | SL         |

Legenda:

SL = slalom speciale

### Campionati belgi
- 12 medaglie:
  - 11 ori (supergigante, slalom speciale nel 2016; supergigante, slalom gigante nel 2017; supergigante, slalom gigante nel 2019; slalom gigante, slalom speciale nel 2023; supergigante, slalom gigante, slalom speciale nel 2025)
  - 1 argento (slalom gigante nel 2016)